# 皮塔 (加利福尼亞州)
皮塔（英語：Pieta）是位於美國加利福尼亞州門多西諾縣的一個非建制地區。該地的面積和人口皆未知。

## 地理
皮塔的座標為38°55′36″N 123°03′19″W / 38.92667°N 123.05528°W，而該地的平均海拔高度為145米（即476英尺）。